# 치리바야도가머리박쥐
치리바야도가머리박쥐(Eumops chiribaya)는 큰귀박쥐과에 속하는 박쥐의 일종으로 페루의 토착종이다.

## 특징
중간 크기의 박쥐로 머리부터 몸까지 길이는 82mm이고, 어깨 길이는 61.1mm, 꼬리 길이는 52mm이다. 발 길이는 13.5mm, 귀 길이는 25.7mm이고 몸무게는 최대 20.3g이다. 털은 길고 부드럽다. 등 쪽은 흰색 바탕에 연한 올리브 빛을 띤 갈색인 반면에 복부 쪽은 약간 희미한 색을 띤다. 주둥이는 털이 없고, 입술은 부드럽거나 앞 쪽에 약간 홈이 나 있다.

## 생태
먹이는 곤충이다.

## 분포 및 서식지
페루 남부 모케과 주 엘 알가로발 휴양지에서 2010년에 포획된 암컷 한 점만이 알려져 있다. 해안가 사막에서 서식한다.

## 보전 상태
아직 보전 등급이 없다.